# Acapulco de Juárez (município)
Acapulco é um dos 81 municípios do estado de Guerrero. A cabeça municipal de Acapulco é a maior cidade do estado.

## População
De acordo com dados do Censo da População e Habitação Censo 2010 realizado pelo Instituto Nacional de Estatística e Geografia, com data do censo, de 12 de junho de 2010, o município de Acapulco até este ano tinha uma população total de 789.971 habitantes, dos quais homens eram 382.276 e 407.695 eram mulheres.

## Locais
O município é constituído por um total de 234 lugares, dos quais apenas 13 (incluindo o municipal) superior a 2000 habitantes, considerando a sua população principais são os seguintes
- Acapulco – 673 479 (capital municipal)
- Xaltianguis – 6 965
- Kilómetro 30 – 6 301
- Tres Palos – 5 001
- San Pedro las Playas – 4 292
- Amatillo – 3 298